# Legenda Bałtyku
Legenda Bałtyku (deutsch: Baltische Legende) ist eine Oper in drei Akten, Op. 28, von Feliks Nowowiejski (Musik) mit einem Libretto von Waleria Szalay-Groele. Die Uraufführung fand am 28. November 1924 im Großen Theater Posen statt.

## Handlung

### Erster Akt
Der junge Fischer Doman und sein Freund Tomir kehren nach einem erfolgreichen Fischzug heim. Es ist der Vorabend der Mittsommernacht, und Doman glaubt, dass dies der beste Zeitpunkt dafür ist, seine Geliebte Bogna endgültig für sich zu gewinnen. Als Bogna und die anderen Dorfbewohner auftauchen, geht Bogna sofort zu ihm. Sie hat bereits am Schrein ein Opfer gebracht, um den Gott Svetovid günstig zu stimmen. Bogna hat allerdings noch einen weiteren Verehrer: den reichen, aber bereits älteren Bernsteinhändler Lubor, der bereits mit ihrem Vater Mestwin einig geworden ist. Lubor stellt die Vorzüge seines Reichtums gegenüber der Armut heraus, die Bogna sonst erwartet. Domans Freund Tomir hat eine passende Antwort parat, in der er sich über Lubors Alter und Hässlichkeit lustig macht.
Mestwin erzählt die Legende der alten reichen Stadt Vineta, der „Tochter des Baltikums“. Dort wurde traditionsgemäß die hübscheste Königstochter mit dem Meeresgott Perun vermählt. Die Prinzessin Jurata jedoch verweigerte sich der Hochzeit und warf die von Perun erhaltene Krone ins Meer. In seiner Wut über diese Zurückweisung ließ Perun die Stadt von den Wellen verschlingen. Die Einwohner leben seitdem unter Qualen auf dem Grund des Meeres. Erst wenn zur Mittsommernacht ein mutiger Fischersmann aus Liebe zu einer Frau in das Meer springt und Juratas Krone zurückholt, wird Vineta erlöst. Mestwin verspricht Doman die Hand seiner Tochter, falls ihm diese Tat gelinge. Die Dorfbewohner sind entsetzt. Offensichtlich will Mestwin den unerwünschten Bewerber auf diese Weise loswerden. Lubor triumphiert bereits – er will Bogna während Domans Abwesenheit für sich gewinnen. Doman jedoch nimmt die Herausforderung an. Als Lubor ihn, um ihn zu demotivieren, einen Feigling nennt, kommt es zu einem Kampf zwischen den beiden. Mestwin trennt sie voneinander.
Bogna fleht Doman an, auf das gefährliche Unternehmen zu verzichten. Andere Dorfbewohner warnen ihn vor den Geistern des Meeres. Doman bleibt jedoch standhaft und macht sich auf den Weg. Bogna fleht den Gott Svetovid um Hilfe an. Ihre Freundin Swatawa versucht, sie zu trösten. Als Tomir berichtet, dass Doman ohne ihn auf das Meer rudern wolle, macht sich Bogna auf die Suche nach ihm. Tomir und Swatawa bleiben zurück und erkennen ihre gegenseitige Liebe. Die Dorfbewohner bereiten sich auf die Feierlichkeiten der Mittsommernacht mit ihren heidnischen Ritualen vor.
Am Strand ist Doman bereit zur Abfahrt. Bogna kommt zu ihm, und sie verabschieden sich zärtlich und besorgt voneinander. Da erscheint in der Ferne die Silhouette der Stadt Vineta. Die Stimme des Gottes Perun verheißt Doman Unterstützung. Bogna ist einigermaßen beruhigt. Doman rudert fort, und Bogna bleibt für ihren Geliebten betend zurück.

### Zweiter Akt
Auf der Ostsee gerät Domans Boot in einen Sturm und kentert. Doman sinkt bewusstlos auf den Meeresgrund. Dort hat er Visionen von der unterseeischen Stadt Vineta. Er versucht, sich der Königin Jurata zu nähern, doch Dämonen hindern ihn daran. Schließlich gelingt es ihm, zu ihr vorzudringen. Die Einwohner erscheinen und preisen ihn für ihre Erlösung. Der Fluch ist endlich gebrochen. Jurata überreicht ihm ihre Krone.
Doman erwacht am Strand und findet die Krone.

### Dritter Akt
Die Dorfbewohner beten im Tempel des Gottes Svetovid. Lubor sucht nach Bogna, um ihre Liebe zu gewinnen. Er will ihr seine Liebe gestehen und sie um Vergebung für sein früheres Verhalten bitten. Während die anderen die rituellen Feuer vorbereiten, finden Swatawa und Tomir endgültig zusammen. Da erscheint Bogna, verzweifelt darüber, dass ihr Geliebter noch nicht zurückgekehrt ist und ihr Vater unnachgiebig bleibt. Die Zeremonien beginnen. Man tanzt zu Ehren der Liebesgöttin Dziedzilla. Nachdem der Priester die Menge fortgeführt hat, betet Bogna zu dieser um die Rückkehr Domans. Lubor tritt hinzu, gesteht ihr seine Liebe und fleht sie an, ihn zu erhören. Bogna weist ihn zurück. Da verdüstert sich der Himmel. Lubor gerät in Wut, löscht das heilige Feuer und stößt die Statue der Dziedzilla um. Als die Einwohner entsetzt zurückkehren, gibt er Bogna die Schuld an dem Frevel. Diese fleht zu Perun, seine Lüge aufzudecken. Doch die anderen glauben Lubor. Sie wollen Bogna den Göttern opfern. Ihr Vater fleht vergeblich um Mitleid. Im letzten Moment ertönt die Stimme Peruns, der Bognas Unschuld bestätigt. Lubor sieht seinen einzigen Ausweg in der Flucht. Dabei stürzt er von einer Klippe und ertrinkt.
Endlich erscheint Doman mit der Krone Juratas und erzählt von seinen Erlebnissen. Er legt die Krone auf den Altar, worauf die heilige Flamme wieder aufleuchtet. Anschließend überreicht er sie Mestwin, der ihn nun als Schwiegersohn annimmt. Alle schwören, in Zukunft über die Krone zu wachen.

## Gestaltung
Wie Richard Wagners Parsifal und Nikolai Rimski-Korsakows Oper Die Legende von der unsichtbaren Stadt Kitesch und von der Jungfrau Fewronija handelt auch Legenda Bałtyku von dem Mythos einer verlorenen Stadt. Der polnische Hellenistik-Professor Tadeusz Zieliński nahm an, dass das Thema aller drei Mythen auf die Hellenische Kultur zurückgeht. Obwohl die Oper nordisch inspiriert ist, verweist sie nicht auf germanische oder nordische Mythen, sondern auf baltische (litauische) und slawische. Jurata ist eine litauische Göttin. Die menschlichen Charaktere sowie der Donnergott Perun und die Liebes- und Frühlingsgöttin Dodola sind slawisch.
Weltweite Bekanntheit erlangte die Arie des Doman „Czy ty mnie kochasz, o dziewczyno?“ („Liebst Du mich, Mädchen?“), die u. a. von Jan Kiepura häufig gesungen wurde. Nowowiejski hatte dafür ein ursprünglich nur aus zwei identischen Stanzen bestehendes Arioso auf Anregung des Tenors Józef Woliński zu einer vollständigen Arie erweitert. Von dieser existiert auch eine Fassung für Solo-Tenor oder Sopran und Klavier.
Die Oper enthält einige gelungene große Ensembleszenen mit Chor und Solisten. Sie steht in der Tradition der italienischen und deutschen Oper. Zusätzlich integrierte Nowowiejski Elemente der polnischen und protoslawischen Folklore und archaische Klänge. Die Klangsprache ist eklektisch und basiert größtenteils auf der Musik Wagners. Es gibt mehrere Hauptthemen. Der Gestalt des Doman sind gleich vier verschiedene zugewiesen: das Thema des Fischers nach der Ouvertüre, das Heldenthema und zwei Liebesthemen. Bogna hat ein eigenes, sehr lyrisches Thema, das auf eine Orgelmeditation Nowowiejskis von 1911 zurückgeht. Die Themen verarbeitete und kombinierte er auf ähnliche Weise wie Wagner. Das Finale von 1938 führt die Themen Domans und seiner Geliebten Bogna zusammen (in der zweifelhaften späteren Final-Apotheose fehlt diese Verbindung). Außerdem gibt es einige musikalische Reverenzen. Die bekannte Arie Domans beispielsweise erinnert an Giacomo Puccini und den Stil Cavaradossis in dessen Oper Tosca. Der Tanz Juratas im zweiten Akt erinnert an den Tanz der Anitra aus Edvard Griegs Peer Gynt. Die Eröffnung des Ballettakts, der Ruf der Hörner erscheint wie ein Zitat der „erwachenden Natur“ in Gustav Mahlers 3. Sinfonie. Die Volkstänze im zweiten Akt (z. B. eine Kolomyjka) sind von der polnischen Folklore inspiriert.
Während der erste und dritte Akt im traditionellen Opernstil mit Arien und Duetten gehalten ist, besteht der kurze zweite Akt ausschließlich aus Tanz- und Chorszenen. Er kann somit als Zwischenspiel zwischen den beiden Hauptakten gesehen werden.

### Orchester
Die Orchesterbesetzung der Oper enthält die folgenden Instrumente:
- Holzbläser: drei Flöten, drei Oboen, drei Klarinetten, drei Fagotte
- Blechbläser: vier Hörner, drei Trompeten, drei Posaunen, Tuba
- Schlagzeug (vier Spieler)
- Celesta
- Harfe
- Streicher

## Werkgeschichte
Feliks Nowowiejski beabsichtigte bereits während seines Studiums in Berlin 1903, eine Oper über nationale polnische Themen zu schreiben. Zunächst jedoch erhielt er ein Opernlibretto von Arnold Horlaska mit dem Namen Busola oder Castelletto über ein italienisches Thema. Er fand es interessant und begann auch mit der Vertonung.  Bei seinem ersten Konzert in Warschau 1906 trug er einen Ausschnitt daraus vor, doch vollendete er die Oper nicht. Später entdeckte er ein anderes Libretto der Lwówer Dichterin Waleria Szalay, das ihn weitaus mehr ansprach. Dieses handelte von dem slawischen Mythos der in der Ostsee versunkenen Stadt Vineta, den bereits zuvor fünf Komponisten – Heinrich Frankenburger (Wineta, Sondershausen 1851), Richard Wüerst (Vineta, oder Am Meeresstrand, Berlin 1863), Jan Nepomuk Škroup (Vineta, Prag vor 1870), Artur Könnemann (Vineta, überarbeitet als Die versunkene Stadt, Lipsku 1895) und Friedrich Oskar Wermann (Vineta) – zum Thema von Opern gemacht hatten. Szalay integrierte in ihren Text außerdem einige Elemente des litauischen oder altpreußischen Märchens von Jurata, der Königin der Ostsee. Nowowiejski nutzte für seine Vertonung musikalisches Material aus der nicht fertiggestellten Oper Busola. Der u. a. von Łucjan Kamieński vertretenen Annahme, dass Nowowiejski seine Oper ursprünglich mit einem deutschen Sujet plante, wurde von seinem Sohn widersprochen. Trotz des wiederverwendeten Materials unterscheidet sich Legenda Bałtyku inhaltlich grundlegend von dem älteren Fragment.
Die Uraufführung der Oper fand am 28. November 1924 im Großen Theater Posen unter der musikalischen Leitung von Piotr Stermich-Valcrociata und der Regie von Stanisław Tarnawski statt. Die Bühne stammte von Stanisław Jarocki und die Choreographie von Maksymilian Statkiewicz. Die Sänger waren Kazimierz Czarnecki (Doman), Irena Cywińska (Bogna), Karol Urbanowicz (Mestwin), Aleksandra Szafrańska (Swatawa), Jan Romejko (Tomir) und Gabriel Górski (Lubor). Die Aufführung war ein großer Erfolg. Die Oper wurde innerhalb einer Saison mehr als 50 Mal gespielt. Sie wurde schon bald als polnische Nationaloper bezeichnet.
Es folgten Aufführungen in Lwów (1927), Katowice (1928) und Warschau (1937), für die Nowowiejski seine Oper jeweils überarbeitete. Eine letzte Fassung erstellte er 1938. Sie konnte jedoch wegen des Kriegsausbruchs nicht mehr aufgeführt werden. 1941 komponierte er angeblich ein neues Finale mit dem Titel „Apotheose der Slawen“. Die Autorschaft wird allerdings angezweifelt. Es stammt möglicherweise von einem seiner Söhne.
Nach dem Zweiten Weltkrieg wurde eine vieraktige Fassung mit einem überarbeiteten Libretto von Krystyna Jeżewska erstellt, für die ein anderer Komponist ein neues Finale schrieb. In dieser Fassung fehlt die Stimme des Meeresgottes Perun. Sie wurde 1955 in Posen (Regie: Adolf Popławski) und 1960 in Warschau gespielt. Außerdem gab es Produktionen in Łódź (1954, Regie: Antoni Majak), Danzig (1974, Regie: Maria Fołtyn) und erneut in Posen (1975, Regie: Sławomir Żerdzicki).
Die deutsche Erstaufführung fand am 19. Juni 1959 im Volkstheater Rostock unter dem Titel Vineta statt. Die musikalische Leitung hatte Zeljko Straka, Regie führte Hans Fetting, und die Choreographie stammte von Stanislaw Miszczyk. Die Produktion war ein großer Publikumserfolg.
Zur Eröffnung der Saison 2011/2012 des Polnischen Rundfunkorchesters gab es am 18. September 2011 eine konzertante Aufführung im Konzertstudio des Polnischen Rundfunks, die eine Woche später im Radio übertragen wurde. Dirigent war Łukasz Borowicz. Es sangen Pavlo Tolstoy (Doman), Aleksander Teliga (Mestwin), Ewa Biegas (Bogna), Agnieszka Makówka (Swatawa/Rozalia), Michał Partyka (Tomir) und Robert Gierlach (Lubor).
Ausschnitte des Werks wurden unter der Leitung von Jerzy Wolosiuk zur Spielzeiteröffnung 2016/2017 des Theaters Vorpommern in Kooperation mit der Stettiner Opera na Zamku in Greifswald, Stralsund und Stettin gespielt. Die Solisten waren Ewa Biegas (Sopran) und Tadeusz Szlenkier (Tenor).
Eine erste Produktion der endgültigen Originalfassung von 1938 nach den Manuskripten des Komponisten gab es im Dezember 2017 an der Posener Oper, dem Ort der Uraufführung. Chor, Ballett und Orchester des Teatr Wielki Poznań wurden geleitet von Tadeusz Kozłowski. Inszenierung und Choreographie stammten von Robert Bondara, die Bühne von Julia Skrzynecka, die Kostüme von Martyna Kander und das Lichtdesign von Maciej Igielski. Ein Videomitschnitt der Aufführung wurde anschließend auf der Internetplattform Operavision bereitgestellt.